# 안지현 (축구 선수)
안지현(安祉炫, 1994년 3월 25일 ~ )은 대한민국의 은퇴한 전 축구 선수이며 포지션은 골키퍼이다. 2016년 강원 FC에서, 2017년부터 2018년까지 서울 이랜드 FC에서 뛰었다.
2018년 1월 10일 개인 SNS를 통해 선수생활을 은퇴한다는 사실을 알렸다.

## 축구인 경력

### 강원 FC
건국대학교를 거쳐 2016년 K리그 챌린지 강원 FC에 신인으로 입단하였다.

### 서울 이랜드 FC
2017년 K리그 챌린지 서울 이랜드 FC로 이적하였다.

## 기록

### 클럽
- 마지막 업데이트: 2016년 10월 9일

| 시즌 | 클럽           | 리그         | 디비젼 | 경기 | 득점 | 도움 |
| ---- | -------------- | ------------ | ------ | ---- | ---- | ---- |
| 2016 | 강원 FC        | K리그 챌린지 | 2부    | 0    | 0    | 0    |
| 2017 | 서울 이랜드 FC | K리그 챌린지 | 2부    |      |      |      |